# Rummikub
Rummikub Chiffres
Le rummi, officiellement connu sous le nom de la marque Rummikub, ou plus précisément Rummikub Chiffres, est un jeu de société pour deux, trois ou quatre joueurs, qui se joue avec des jetons rectangulaires (plaques ou tuiles) qui sont numérotés de 1 à 13. Les règles sont très voisines du rami. Rummy signifie d'ailleurs « rami » en anglais.
Il est aussi très proche par ses règles, mais aussi par son matériel, du jeu traditionnel turc Okey. Bien qu'il se joue avec des tuiles épaisses en plastique, on peut le classer dans la catégorie des jeux de cartes traditionnelles puisque ces tuiles représentent en fait deux jeux de 54 cartes, les cartes Valets, Dame et Roi étant remplacées par les tuiles 11, 12 et 13.
De plus, le jeu comporte des jokers avec lesquels on ne peut pas commencer et que l’on ne peut pas mettre à côté (deux jokers qui se suivent n’est pas possible).
Il existe d'autres versions du jeu comme le Rummikub Lettres ainsi que le Rummikub Junior.

## Histoire
Le jeu a été repris dans les années 1940 par l'auteur de jeux israélien Ephraim Hertzano,. Dans son livre Official Rummikub Book, publié en 1978, Hertzano décrit plusieurs règles différentes. Le Rummikub est en fait la copie quasi conforme d'un jeu traditionnel turc repris dans le monde entier tant dans la forme que dans les règles, le Okey. Seules quelques règles et quelques termes de vocabulaires ont été modifiés par rapport à l'original.

## Matériel

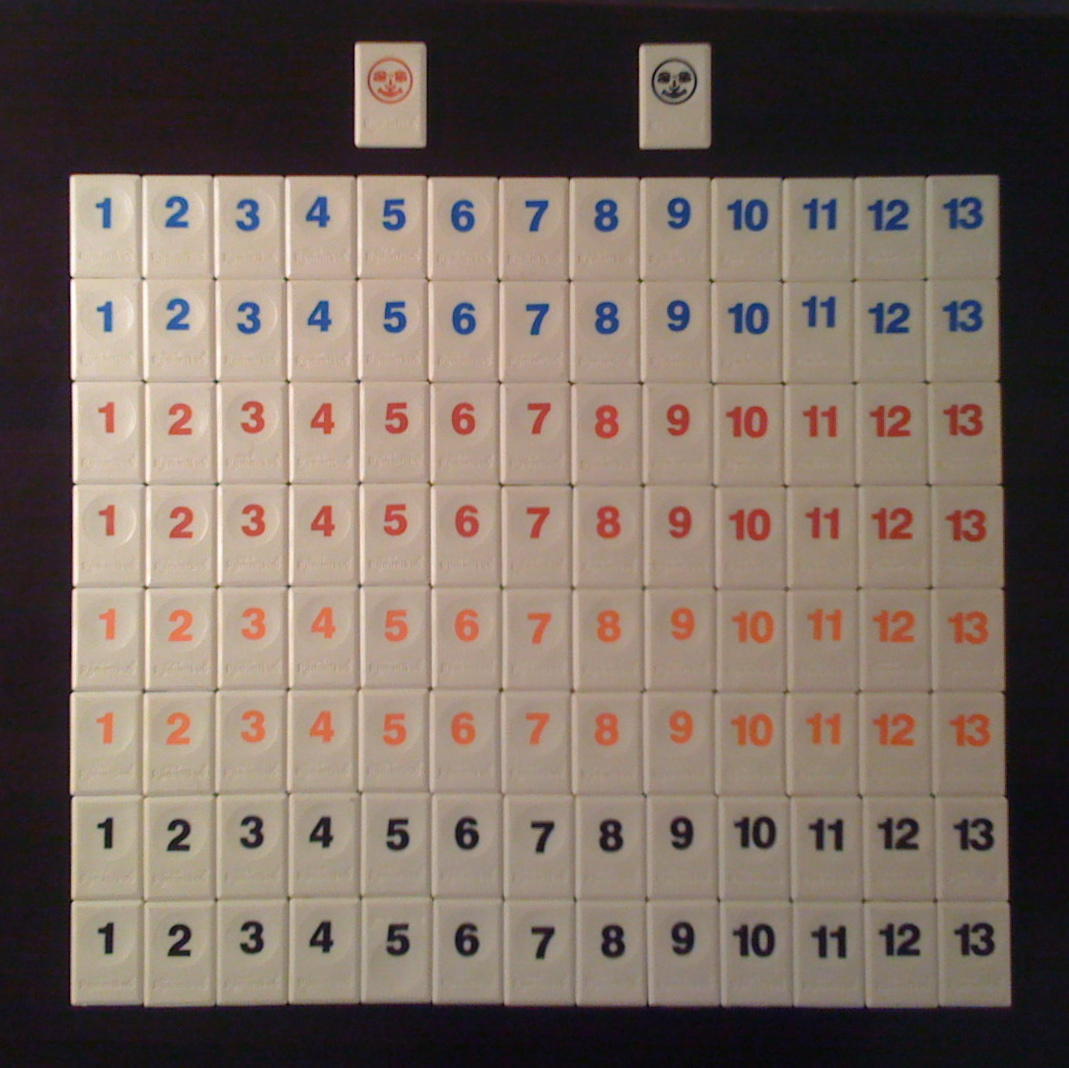
Cette image montre l'ensemble complet des tuiles utilisées dans le jeu de société Rummikub, illustrant les différents numéros et couleurs disponibles pour jouer. Elle est pertinente pour l'article Rummikub, notamment pour la section Matériel, car elle présente visuellement les éléments essentiels nécessaires pour jouer au jeu, incluant les tuiles numérotées de 1 à 13 en quatre couleurs distinctes : bleu, rouge, noir et orange.

Le Rummikub est composé de 106 tuiles, 104 tuiles numérotées et colorées, et deux jokers. Les valeurs vont de un à treize et les couleurs sont au nombre de quatre : noir, orange, bleu et rouge. Chaque combinaison d'un nombre et d'une couleur est représentée deux fois. Chaque joueur dispose d'un chevalet pour ranger ses tuiles à l'abri des regards des autres joueurs.
On peut aussi jouer avec deux jeux de 52 cartes (dont deux jokers). Il est alors préférable de jouer avec des jeux de patience car les cartes sont plus petites.

## But du jeu
Le but d'une manche est d'être le premier à poser toutes les tuiles de son chevalet sur la table. Le(s) perdant(s) d'une manche marque(nt) un certain nombre de points. Le but du jeu est de marquer le plus de points possibles après un nombre de manches choisi avant la partie. 

## Déroulement
Au début de la manche, les plaques sont placées dans un sac ou étalées face cachée sur la table. 
Ensuite chaque joueur pioche quatorze plaques et celui qui a le chiffre le plus élevé commence la manche.
À tour de rôle dans le sens des aiguilles d'une horloge, chaque joueur doit poser sur la table une ou plusieurs combinaisons permettant de totaliser au moins 30 points (voir la section Combinaisons pour des exemples). Tant qu'il n'a pas déposé 30 points, il ne peut pas retirer de plaques de son chevalet. 
Si un joueur n'a pas ces 30 points, il pioche 1 plaque et attend le prochain tour pour tenter à nouveau de commencer à jouer.
Si un joueur ne peut pas ou ne veut pas exposer, il doit tirer une nouvelle plaque et le tour passe alors au joueur suivant.
Par la suite, quand son tour revient, le joueur qui a fait son exposition initiale peut ajouter des plaques de son chevalet pour former des suites ou des groupes, ou pour en allonger.
S'il a déjà posé 30 points, le joueur peut échanger un joker posé par une tuile qu'il représente ; il doit alors immédiatement poser une combinaison utilisant ce joker.

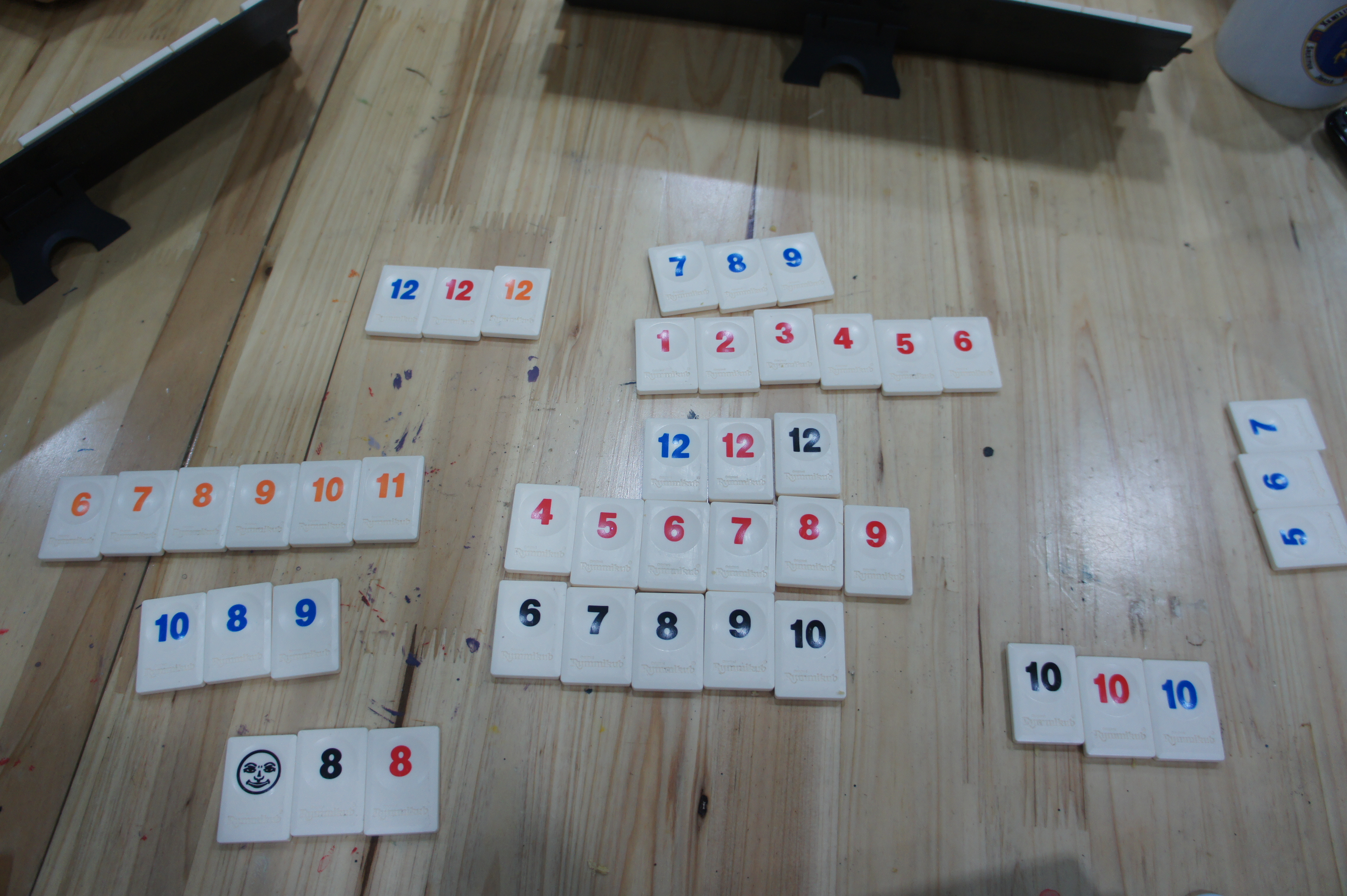
Exemple de partie en cours (les tuiles masquées manquent).

Ces règles peuvent varier selon l'éditeur du jeu. Par exemple, l'éditeur américain Montrose Games dans son livret de règles propose des parties à contrat où les joueurs ne forment que des suites ou combinaisons composées (1) de nombres inférieurs à 10, (2) chacune d'une seule couleur ou (3) dont la somme ne dépasse pas 41. Chaque contrat rapporte un certain nombre de points au joueur qui le réussit.

## Combinaisons
Toutes les tuiles posées doivent appartenir à une combinaison d'au moins trois tuiles. Il est possible de former des suites ou des groupes (ou séries dans certaines versions).
Les suites sont composées de trois tuiles ou plus de même couleur avec des nombres consécutifs croissants. Par exemple, 6, 7, 8 et 9 rouge.
Les groupes sont composés de trois ou quatre tuiles de même valeur dans des couleurs distinctes. Par exemple, 3 rouge, 3 bleu, 3 noir et 3 jaune.
| Suite acceptée | 9 10 11 12 |
| Groupe accepté | 7          |
Exemples de combinaisons invalides
| Les valeurs doivent être consécutives :                      | 1 2 4 |
| Une suite doit être unicolore :                              | 1 2 3 |
| Un groupe ne peut comporter qu'une tuile de chaque couleur : | 1     |

### Améliorer les combinaisons
Les joueurs peuvent poser des tuiles en profitant des combinaisons déjà posées. La seule limite des suites est la valeur des extrémités. Les groupes sont limités à quatre tuiles.
Exemple
| Tuiles sur la table :          | 3 4 5      |
| Tuiles du chevalet :           | 2 5        |
| Résultat après recombinaison : | 2 3 4 et 5 |

### Manipulation
À son tour de jeu, un joueur peut manipuler les tuiles déjà posées dans le but d'en poser de nouvelles. À la fin de son tour, toutes les tuiles touchées devront avoir été reposées.
Décaler une suiteIl est possible d'ajouter une tuile à un bout d'une suite pour en récupérer à l'autre bout. Si par exemple on a 3, 4 et 5 rouges, il est possible de poser le 6 pour récupérer le 3 et s'en servir ailleurs
Casser une suiteIl est possible de rompre une longue suite pour disposer ensuite de chaque morceau, par exemple pour insérer ses propres tuiles. Par exemple, si une suite est composée de 6, 7, 8, 9 et 10, il est possible d'y insérer un 8 pour avoir 6, 7 et 8 d'une part, 8, 9 et 10 d'autre part.
Remplacer dans un groupeLes joueurs peuvent remplacer l'une des tuiles d'un groupe de trois tuiles par la tuile de même valeur et de la quatrième couleur. Si par exemple un groupe est constitué de 6 bleu, 6 noir et 6 jaune, il est possible d'y ajouter le 6 rouge et de retirer alors l'une des trois autres tuiles pour l'utiliser ailleurs.
Retirer des tuilesTant que la suite comporte au moins 3 tuiles, on peut en retirer d'un bout ou de l'autre ; il est également possible de retirer une tuile d'un groupe de 4.
Remplacer un jokerUn joueur qui possède une tuile correspondant exactement à un joker peut remplacer ce dernier par la tuile ou non s'il est en bout de suite. Il doit alors jouer le joker ainsi récupéré pour placer une nouvelle combinaison avec au moins deux tuiles provenant de son chevalet. On ne tient aucun compte de l'ancienne valeur du joker. Par exemple, si sur la table se trouve 3 et 4 bleu suivi d'un joker et que le joueur possède un 5 bleu (provenant de son chevalet), le 7 jaune et le 7 rouge, il peut poser son 5 bleu, récupérer le joker et former grâce à lui un groupe de 7. Dans le cas d'un groupe composé de 12 bleu, 12 noir et d'un joker, celui-ci peut être remplacé en ajoutant une des deux couleurs 12 jaune ou 12 rouge manquantes et doit être rejoué immédiatement dans une nouvelle combinaison.

## Fin de la manche
Le jeu se poursuit jusqu'à ce qu'un joueur n'ait plus de tuile sur son chevalet. Il gagne alors la manche. Si la pioche s'épuise, on continue à jouer jusqu'à ce qu'il y ait un gagnant ou que plus personne ne puisse jouer.

## Marque
Lorsqu'il y a un vainqueur, les autres joueurs marquent des points négatifs correspondant à la somme des valeurs des tuiles qui leur restent. Un joker coûte 30 points. Le vainqueur marque quant à lui la somme des scores adverses mais en positif.
Exemple : Alfred gagne tandis qu'il reste 5 à Bérénice, 10 à Claude et 3 à Daniel. Alfred va marquer +18, Bérénice -5, Claude -10 et Daniel -3.
Si la manche se termine sans vainqueur, le joueur qui possède le moins de tuiles est déclaré vainqueur. On marque alors les points de la même façon.

## Récompense
- Spiel des Jahres  1980